# Solrød Strandkirke
Solrød Strandkirke ligger i Solrød Kommune.

## Historie
Tekst mangler, hjælp os med at skrive teksten

## Kirkebygningen
- Solrød Strandkirke

## Interiør
Tekst mangler, hjælp os med at skrive teksten